# محمد پیران
محمد پیران (زادهٔ ۱۳۲۳ در رزن - ۲۰ تیر ۱۴۰۱) نمایندهٔ حوزهٔ انتخابیهٔ رزن در دورهٔ ششم مجلس شورای اسلامی بوده‌است.